# 국도 제124호선 (일본)

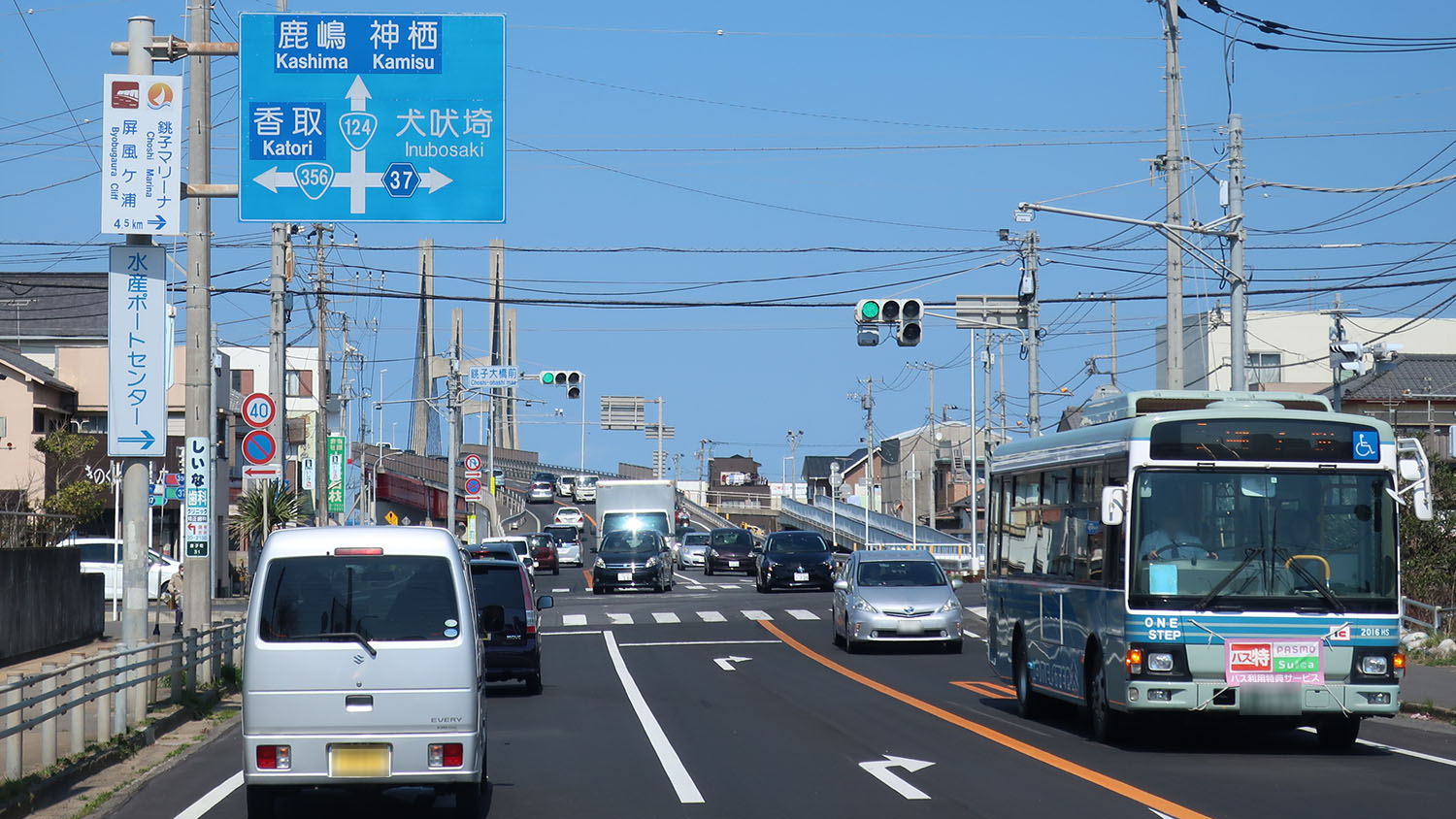
국도 124호선의 기점
지바현 조시시 조시 대교 앞 교차로

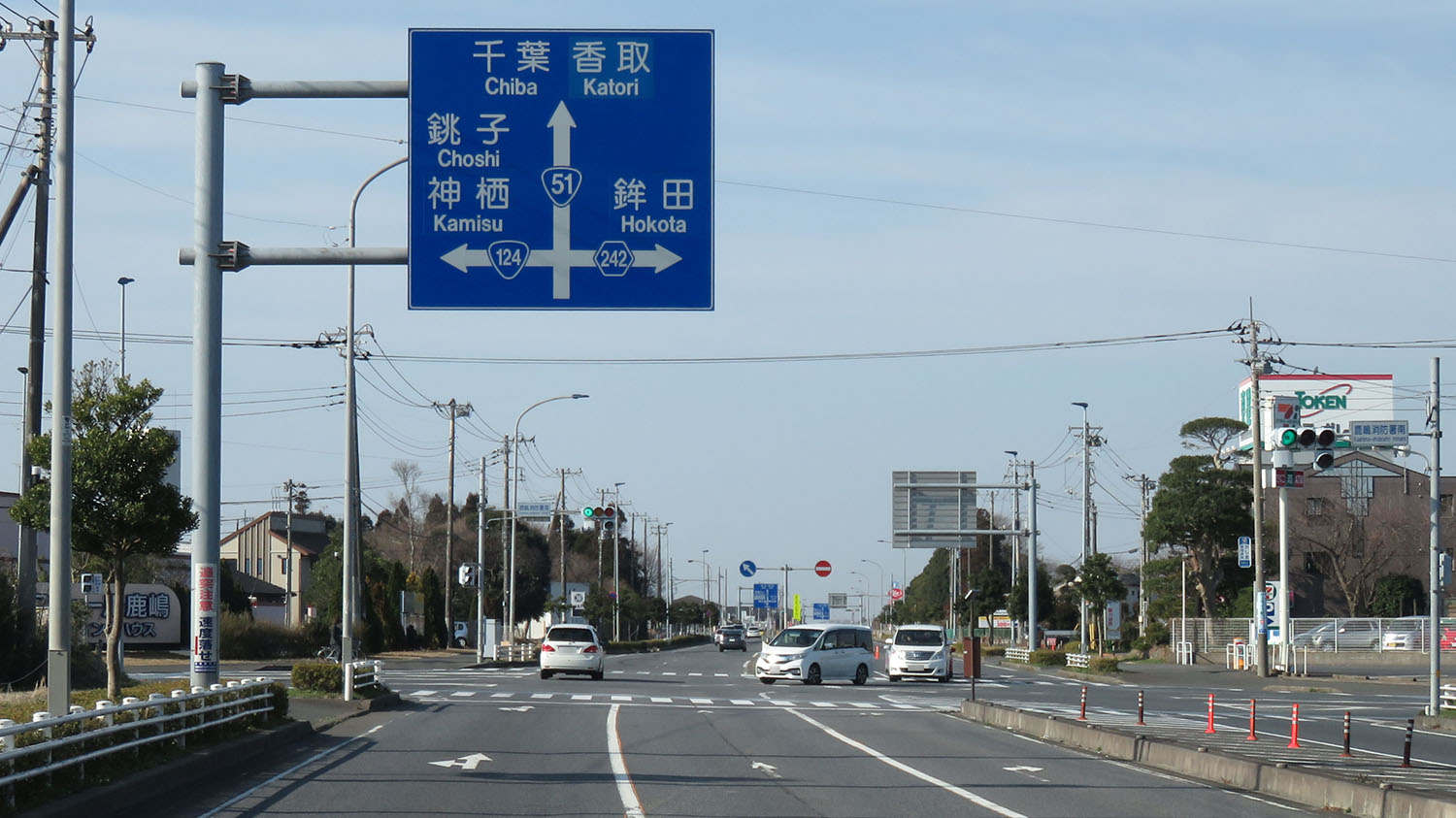
국도 51호선(중복 구간)과의 분기
이바라키현 가시마시 가시마 소방서 미나미 교차로

일본 124번 국도(일본어: 国道124号→국도 124호)는 지바현 조시시에서 출발하여 이바라키현의 가시마시를 거쳐 같은 현의 미토시까지 이어주는 총 연장 99.7 km, 실제 연장 45.8 km, 현도 35.4 km의 거리를 이르는 일본의 일반 국도 노선이다.

## 개요
주요 경로를 살펴 보면, 가시마시에서 미토시까지의 구간은 국도 51호선과의 중복 구간으로 이루어져 있으며, 124번 국도의 실질적인 구간은 가시마시와 조시시를 이어주는 약 35 km의 구간만 이루어져 있다. 그래서 가시마항과 히가시칸토 자동차도를 이어주는 주요 도로이기 때문에, 가미스시와 가시마시의 양 시내에서는 편도 2차선으로 확보되는 등 정비도가 매우 뛰어난 이점을 가지고 있다.

### 노선 정보
일반 국도의 노선을 지정하고 있는 정령에 의거한 기종점 및 경유지는 다음과 같다. 
- 기점 : 조시시 (조시 대교 앞 교차로 = 국도 제126호선, 국도 제356호선과의 기점)
- 종점 : 미토시 (미토 역앞 교차로 = 국도 제50호선, 국도 제51호선과의 종점 및 국도 제245호선, 국도 제400호선과의 기점)
- 중요한 경과지 : 이바라키현 가시마군 (이바라키현) 하사키정[1], 같은 군의 가시마정[2]과 다이요촌[3]
- 총 연장 : 99.7 km[4]
- 중용 연장 : 53.9 km[5]
- 미공용 연장 : 없음
- 실제 연장 : 45.8 km[6]
  - 현도 : 35.4 km[7]
  - 구도 : 10.3 km[8]
  - 신도 : 0.0 km[9]
- 지정 구간 : 국도 제51호선과의 중복 구간

## 역사
- 1953년 5월 18일 : 2급 국도 제124호 조시 미토 선(조시시 ~ 미토시)으로 지정 시행
- 1965년 4월 1일 : 1, 2급의 구분을 모조리 없애고 일반 국도 제124호선으로 재지정
- 1970년 9월 14일 이후 : ja:国道124号#年表 참조

## 지리

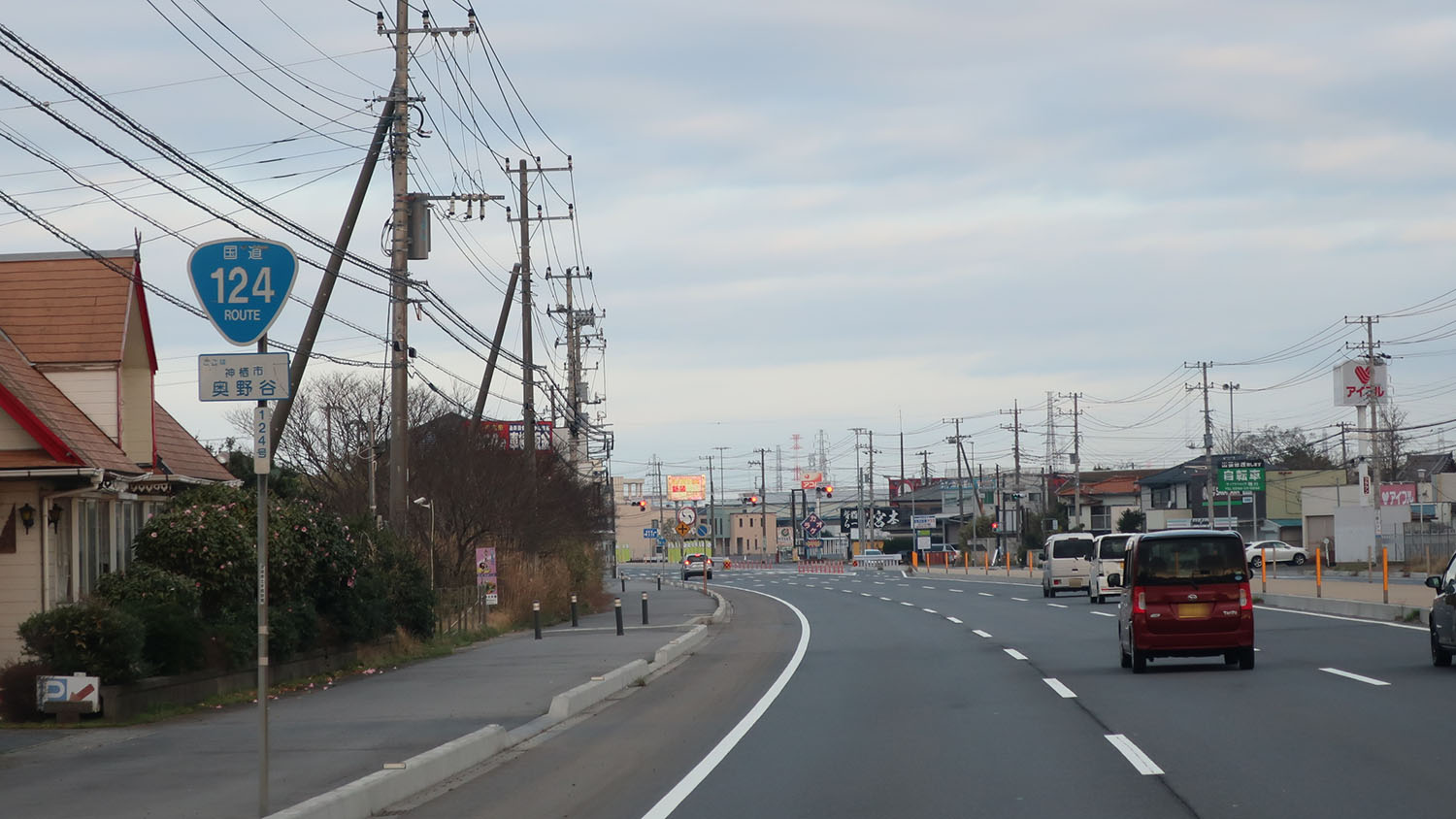
이바라키현 가미스시 오쿠노야
(2018년 3월)

가미스시의 가미스 센트럴 호텔 앞에서부터 가시마 시가지의 연선에서는 체리오나 로드사이드 등과 같은 점포들을 필두로 하여 시가지가 형성되어 있다. 또한 국도 51호선과 합류되어 있는 지점에서부터는 가시마 신궁의 숲을 따라 연결된다.

### 통과하는 지자체
- 지바현
  - 조시시
- 이바라키현
  - 가미스시 - 가시마시 - 호코타시 - 히가시이바라키군 오아라이정 - 미토시

### 통과하는 도로
국도
- 국도 제126호선
- 국도 제356호선
- 국도 제51호선
- 국도 제354호선
- 국도 제245호선
- 국도 제6호선
- 국도 제50호선
- 국도 제400호선

현도
- 지바현도 제37호 조시 정차장 선
- 이바라키현도 제117호선
- 지바현도·이바라키현도 제198호선
- 이바라키현도 제240호선
- 이바라키현도 제239호선
- 이바라키현도 제50호선
- 지바현도·이바라키현도 제44호선
- 이바라키현도 제256호선
- 이바라키현도 제238호선

고속도로 (유료도로)
- 히가시미토 도로(일본어판, 중국어판)